# 阴行草属
阴行草属（学名：Siphonostegia）是列当科下的一个属，为一年生或多年生、常被腺毛草本植物。该属共有3种，分布于东亚。